# Arthur Trueman
Arthur Elijah Trueman (26 avril 1894 - 5 janvier 1956) est un géologue britannique.

## Biographie
Trueman est né à Nottingham, le fils d'Elijah Trueman, un dentellier, et de sa femme Thirza Newton Cottee.
Il fait ses études à la High Pavement School de Nottingham de 1899 à 1911, puis devient élève-enseignant à la Huntington Street School de Nottingham. Il entre à l'University College Nottingham en 1912 avec une bourse d'enseignement en formation et étudie la géologie sous HH Swinnerton, obtenant un B.Sc. avec les honneurs de première classe en 1914. Il obtient un M.Sc en 1916 et un doctorat (D. Sc.) en 1918, tous de l'University College Nottingham.
Il commence sa carrière universitaire comme maître de conférences adjoint à l'University College de Cardiff, de la fin de 1917 à 1920. À partir de 1920, il est chargé de cours et chef du département de géologie du nouveau University College de Swansea, et est nommé professeur de géologie et chef du département de géographie en 1930. En 1933, il est nommé professeur de géologie Chaning Wills à l'université de Bristol, où il est également doyen de la faculté des sciences pendant trois ans. En 1937, il est invité à la chaire de géologie à l'Université de Glasgow jusqu'en 1946, pour être remplacé par son étudiant Neville George.
En 1938, il est élu Fellow de la Royal Society of Edinburgh avec comme proposants John Walton, George Tyrrell, John Weir et James Kendall. En 1942, il est également élu Fellow de la Royal Society .
De 1946 à 1953, il siège au Comité des subventions universitaires, depuis 1949 en tant que président. De 1945 à 1947, il est président de la Société géologique de Londres. Il est également président du British Association Committee on the Teaching of Geology in Schools, président de la section géologique de la Bristol Naturalists' Society et président de la Glasgow Geological Society.
Il est fait chevalier par le roi George VI en 1951. Il meurt à Londres le 5 janvier 1956.

## Œuvres
- Introduction à la géologie. Londres , Thos. Murby & Co, 1938.
- Le paysage de l'Angleterre et du Pays de Galles . Londres, Gollancz, 1938.

Révisé par la suite par Whittow JB & Hardy JR et republié comme suit :
- Géologie et paysage en Angleterre et au Pays de Galles . Harmondsworth, Livres sur les pingouins, 1971. (ISBN 0-14-020185-8)